# Cour haute de la Chapelle
La cour haute de la Chapelle est une cour du château de Versailles, en France.

## Localisation
La cour haute de la Chapelle est située sur le côté ville du château de Versailles. Elle est entourée au nord par l'aile du Nord, au sud par l'aile Gabriel et à l'ouest par le passage du Midi. Elle donne à l'est sur la cour d'Honneur.